# نهر بيماريفو
نهر بيماريفو (بالملغاشية: Bemarivo) هو نهر يقع في شمال مدغشقر ويصب في الساحل الشمالي الشرقي من الجزيرة في المحيط الهندي. يصرف النهر مياهه في الجزء الشرقي من نجد تساراتانانا والشطر الشمالي من نجد ماروجيجي.
يمر الطريق السريع الوطني (RN5a) من مجراه بالقرب من بلدة نوسیارینا. يقع مصبه على بعد 17 كم شمال مدينة سامبافا.
يمثل النهر حدًا طبيعيًا شماليًا لشعب بيتسيميساراكا. هذا ومما يثير اللغط أن أحد الروافد المتفرعة عن نهر صوفيا تحمل أيضًا اسم بيماريفو.